# Saint-Denis-d'Oléron
 Saint-Denis-d'Oléron  es una población y comuna francesa, situada en la región de Nueva Aquitania, departamento de Charente Marítimo, en el distrito de Rochefort y cantón de Saint-Pierre-d'Oléron.

## Demografía
| 896 | 901 | 951 | 1004 | 1107 | 1221 |
| Para los censos de 1962 a 1999 la población legal corresponde a la población sin duplicidades (Fuente: INSEE [Consultar]) |     |     |      |      |      |